# Grevea
Grevea ist eine Pflanzengattung aus der Familie Montiniaceae. Sie besteht aus drei oder vier Arten und ist in Afrika und Madagaskar beheimatet. Der Gattungsname ehrt den französischen Naturforscher Grevé († 1895), der in Madagaskar lebte.

## Beschreibung

### Vegetative Merkmale
Grevea sind laubabwerfende Sträucher oder Bäume, die eine Wuchshöhe von bis zu 5 m erreichen. Nur selten wächst Grevea bosseri auch lianenförmig. Oftmals bilden die Pflanzen durch Wurzelschösslinge dichte Dickichte. Die Äste sind korkig, die gesamte Pflanze ist mit Ausnahme von Haarbüscheln in den Blattachseln unbehaart.
Die nebenblattlosen Laubblätter stehen gegenständig oder manchmal auch nahezu gegenständig. Sie sind einfach, ganzrandig, fiederförmig geadert und verbreiten beim Zerreiben einen starken pfeffrigen Geruch. Die Form der Blattspreite ist elliptisch bis eiförmig, die Länge beträgt zwischen 3,5 und 23,5 cm, die Breite zwischen 1,4 und 14,0 cm. Nach vorn hin sind die Blätter stark zugespitzt, die Basis ist eingeengt bis breit keilförmig. Beim Trocknen verfärben sich die Blätter oftmals schwarz.

### Blütenstände und Blüten

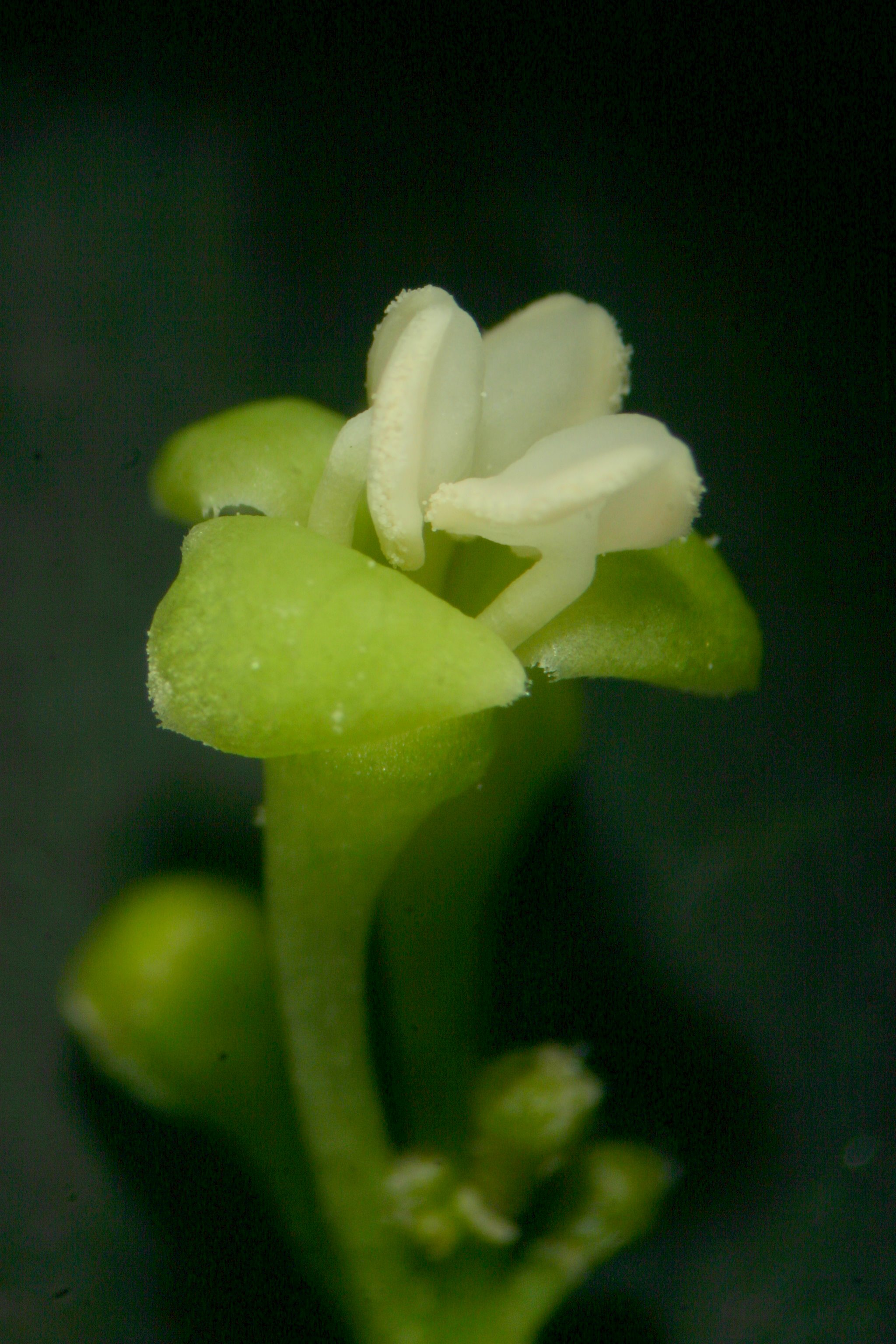
Männliche Blüte von Grevea madagascariensis

Die Grevea-Arten sind zweihäusig getrenntgeschlechtig (diözisch). In den Achseln junger Blätter stehen bis zu acht männliche Blüten in zymösen Blütenständen zusammen. Die weiblichen Blüten stehen endständig und einzeln. Die Blüten sind drei- oder vier-, selten auch fünfzählig. Die Kelchblätter sind zu einem Kelch verwachsen, der bei männlichen Blüten becherförmig und bei weiblichen Blüten lang röhrenförmig ist. Die Kelchzipfel sind abgeschnitten bis zahnförmig. Die Kronblätter stehen frei, sind dachziegelartig überlappt und setzen unterhalb des Randes des kreisförmigen, Nektar produzierenden Blütenbodens an.
Es ist nur ein Kreis von freien, fertilen Staubblättern in gleicher Zahl wie die Kronblätter vorhanden und sie stehen zwischen ihnen, sie setzen unterhalb des Randes des Blütenbodens an. Die Staubfäden sind kurz, die Staubbeutel zweilappig und nach außen weisend. Sie öffnen sich durch Längsschlitze. In den weiblichen Blüten werden statt der Staubblätter nur Staminodien ausgebildet. Der Fruchtknoten ist unterständig, komplett oder nur teilweise zweikammerig und enthält vier bis zwölf Samenanlagen. Der Griffel steht endständig und ist an der Spitze zweigelappt, die Narben befinden sich auf der Innenseite dieser Lappen.

### Früchte und Samen
Die großen, trockenen Kapselfrüchte sind brüchig aber nicht aufspringend. Der Fruchtknoten mit den zwei Narbenlappen ist beständig und steht an der zugespitzten Spitze der Frucht. Die Basis ist eingeengt, Reste des Kelchs und des Blütenbodens bleiben bestehen. Die Oberfläche der Frucht ist schwach gerippt und glatt oder mit weißen Höckerchen versehen. Die kugelförmigen oder eingedrückten, rötlich oder gelblich braun gefärbten Samen enthalten reichlich Endosperm.

## Vorkommen
Die Gattung kommt im Osten Afrikas sowie auf Madagaskar vor. Die madagassischen Vorkommen befinden sich im trockenen, laubabwerfenden Wald in einem Gebiet nördlich von Morondava bis nach Antsiranana. Besonders häufig ist die Gattung dort im Ambongo-Gebiet südlich von Mahajanga.

## Systematik
- Grevea bosseri Letouzey: Liberia und Republik Kongo.[2]
- Grevea eggelingii Milne-Redh.: Östliches Tansania.[2]
- Grevea madagascariensis Baill.: Madagaskar.[2]